# The Wake (серия комиксов)
The Wake — ограниченная серия комиксов, которую в 2013—2014 годах издавала компания Vertigo.

## Синопсис
Министерство внутренней безопасности обращается к морскому биологу Ли Арчер за помощью и не принимает её отказ.

### Выпуски
| №  | Дата выхода      | Оценка на Comic Book Roundup    | Предполагаемый объём продаж (первый месяц) |
| -- | ---------------- | ------------------------------- | ------------------------------------------ |
| 1  | 29 мая 2013      | 9 из 10 на основе 33 рецензий   | 44 867, позиция в Северной Америке — 40    |
| 2  | 26 июня 2013     | 8,7 из 10 на основе 15 рецензий | 29 306, позиция в Северной Америке — 73    |
| 3  | 31 июля 2013     | 8,9 из 10 на основе 16 рецензий | 27 560, позиция в Северной Америке — 89    |
| 4  | 25 сентября 2013 | 8,9 из 10 на основе 17 рецензий | 31 674, позиция в Северной Америке — 88    |
| 5  | 20 ноября 2013   | 8,9 из 10 на основе 13 рецензий | 30 463, позиция в Северной Америке — 69    |
| 6  | 26 февраля 2014  | 9,2 из 10 на основе 19 рецензий | 26 843, позиция в Северной Америке — 74    |
| 7  | 26 марта 2014    | 8,8 из 10 на основе 13 рецензий | 26 500, позиция в Северной Америке — 84    |
| 8  | 7 мая 2014       | 8,2 из 10 на основе 10 рецензий | 26 694, позиция в Северной Америке — 84    |
| 9  | 4 июня 2014      | 8,5 из 10 на основе 12 рецензий | 26 561, позиция в Северной Америке — 81    |
| 10 | 30 июля 2014     | 9,1 из 10 на основе 13 рецензий | 25 574, позиция в Северной Америке — 116   |

### Сборники
| Название | Тип              | Дата выхода   | Собранный материал | Кол-во страниц | ISBN                       | Предполагаемый объём продаж (первый месяц) |
| -------- | ---------------- | ------------- | ------------------ | -------------- | -------------------------- | ------------------------------------------ |
| The Wake | Твёрдый переплёт | 5 ноября 2014 | The Wake #1-10     | 256            | 978-1401245238, 1401245234 | 5 020, позиция в Северной Америке — 9      |
| The Wake | Мягкая обложка   | 10 июня 2015  | The Wake #1-10     | 256            | 978-1401254919, 1401254918 | 3 219, позиция в Северной Америке — 17     |

## Отзывы
На сайте Comic Book Roundup серия имеет оценку 8,8 из 10 на основе 161 рецензии. Мелисса Грей из IGN дала первому выпуску 9,6 балла из 10 и написала, что «это чрезвычайно успешное начало серии». Грег Макэлхаттон из Comic Book Resources, обозревая дебют, посчитал, что «The Wake #1 — сильный первый выпуск». Марк Бакстон из Den of Geek дал дебюту 9 баллов из 10 и отметил, что «это то, чего фанаты ожидают от Vertigo». Рецензент из PopMatters поставил первому выпуску оценку 9 из 10 и подчеркнул, что «как и у любого хорошего главного героя, у доктора Арчер есть предыстория». Форрест С. Хелви из Newsarama дал дебюту такой же балл, как и журналисты Den of Geek и PopMatters, и написал, что «Арчер — интересный персонаж». Дэвид Фэрбенкс из Comics Bulletin вручил первому выпуску 4,5 звёзд из 5; журналиста «зацепила его тайна».

### Награды и номинации
| Год  | Награда        | Номинант                 | Категория                                   | Результат | Пр.    |
| ---- | -------------- | ------------------------ | ------------------------------------------- | --------- | ------ |
| 2014 | Премия Айснера | The Wake                 | Best Limited Series                         | Победа    | [ 42 ] |
| 2014 | Премия Айснера | Скотт Снайдер            | Best Writer                                 | Номинация | [ 43 ] |
| 2014 | Премия Айснера | Шон Мёрфи                | Best Penciller/Inker or Penciler/Inker Team | Победа    | [ 44 ] |
| 2014 | Премия Айснера | Шон Мёрфи / Джорди Белэр | Best Cover Artist                           | Номинация | [ 43 ] |
| 2014 | Премия Айснера | Мэтт Холлингсворт        | Best Coloring                               | Номинация | [ 43 ] |